# Maurits Van Coppenolle

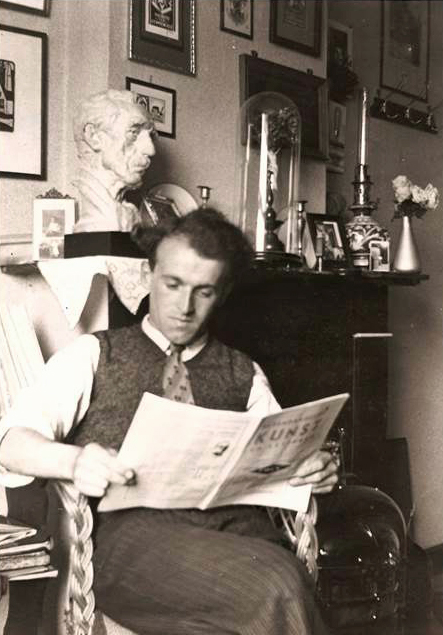
Maurits Van Coppenolle in 1938

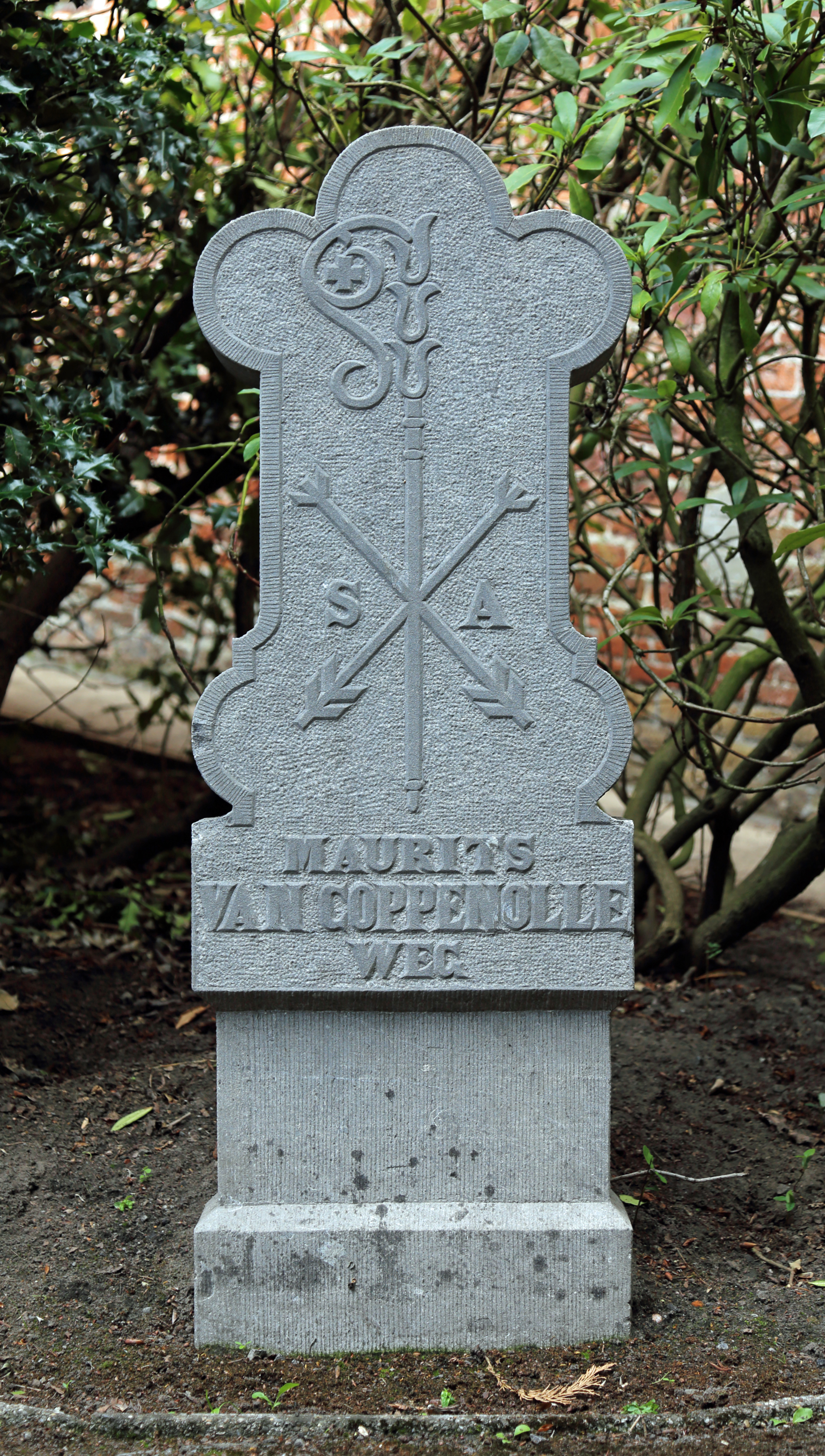
Gedenksteen voor Maurits Van Coppenolle bij de kapel van Onze-Lieve-Vrouw van 't Boompje in Sint-Andries

Maurits Van Coppenolle (Sint-Andries, 22 juli 1910 - Brugge, 4 juli 1955) was een Belgisch historicus en heemkundige.

## Levensloop
Van Coppenolle stamde uit een familie van beenhouwers en slachters, molenaars en herbergiers. Hij trouwde in 1938 met Suzanne De Jaeger uit Waterland-Oudeman en ze kregen zes kinderen. Na middelbare studies bij de Broeders Xaverianen in Brugge werd hij eerst bediende bij de brouwerij Aigle Belgica, vervolgens ambtenaar bij het provinciebestuur van West-Vlaanderen.
Hij was als jonge man actief als jeugdleider op zijn parochie. Hij stichtte een studentenbond en een toneelvereniging. Hij kwam zo in contact met de historici en priesters Michiel English en Antoon Viaene die bij hem de belangstelling voor de lokale geschiedenis en volkskunde opwekten.
Hij leverde zijn eerste artikels over hem vertrouwd geworden onderwerpen aan De Toerist, het maandblad van de Vlaamse Toeristenbond (VTB). Hij werd de plaatselijke vertegenwoordiger van de VTB op Sint-Baafs.
Zijn legerdienst volbracht hij in Mechelen en Brasschaat en bevorderde tot eerste sergeant. Hij nam deel aan de Achttiendaagse Veldtocht en ontweek de krijgsgevangenschap door gewoon zijn uniform af te leggen, naar huis te trekken en zijn dienst bij het provinciaal bestuur de hernemen.
Na de Tweede Wereldoorlog begon zijn intensieve medewerking met plaatselijke nieuwsbladen. Hij publiceerde ongeveer vijfhonderd bijdragen over geschiedenis, heemkunde en volkskunde in Brugse weekbladen: Het Belfort, De Brugsche Gazet, Brugsch Handelsblad, Burgerwelzijn, Het Woensdagblad, West-Vlaanderen of in ruimer verspreide of meer gespecialiseerde tijdschriften zoals Neerlands Volksleven, Ons Heem, Biekorf, Volkskunde, 't Beertje en De Zondagsvriend. Ook in de parochiebladen van de parochies Sint-Baafs en Sint-Andries verschenen bijdragen van zijn hand.
Daarnaast werd hij een veelgevraagd voordrachtgever of begeleider van wandelingen en fietstochten rond historische of volkskundige thema's. Hij was nauw betrokken bij de organisatie van de Heilig Bloedprocessie en reorganiseerde de jaarlijkse processie van Onze Lieve Vrouw van Blindekens.
Van hem is een volumineus en ongepubliceerd dagboek bewaard.
In het verenigingsleven was hij zeer actief als:
- secretaris van de Bond van West-Vlaamse volkskundigen (1947, lid vanaf 1942),
- verbondssecretaris van het Verbond voor Heemkunde (1948),
- een van de initiatiefnemers, met Guillaume Michiels, voor het Folkloremuseum, later Brugs Museum voor Volkskunde.

## Na 1955
Na zijn vroegtijdige dood, werd op 6 september 1958 door zijn vrienden een Heemkundige kring Maurits Van Coppenolle opgericht, met als doel zijn werkzaamheden verder te zetten. In 2008 verkreeg de vereniging het predicaat 'koninklijk'.
De kring is op verschillende domeinen van de volkskunde om en rond Brugge zeer actief. De voornaamste realisatie is de stichting geweest van het heemkundig en geschiedkundig tijdschrift Brugs Ommeland, dat in 2010 zijn vijftigste verjaardag vierde en dat sinds vele jaren tot de toonaangevende tijdschriften in zijn genre behoort.

## Publicaties
- Geschiedenis der Sint-Baafsparochie onder Sint-Andries bij Brugge, Brugge, Gidsenbond, 1935.
- Kunstschilder Flori Van Acker, Brugge, Walleyndruk, 1935.
- Edward De Jans herdacht, Sint-Andries, 1935.
- Figuren uit het Brugsche, Brugge, Jack. Danlos, 1936.
- Het stedelijk kerkhof te Brugge, in: 'Brugge...'n Spiegel', Bruggen 1938.
- Langs Brugsche reitjes, wandelgids, Brugge, Gidsenbond, 1939.
- West-Vlaamsche Bedevaartvaantjes, Brugge, Walleyndruk, 1942.
- Sint-Elooi in het volksleven, Antwerpen, Boekuil en Karveel, 1944.
- Onze Lieve Vrouw van het Boompje te Sint-Andries, Antwerpen, Boekuil en Karveel, 1945. (Prijs van het Verbond voor Heemkunde.
- Brugge en de H. Bloedprocessie, Brugge, Antwerpen, De Vlijt, 1946, 1949 en 1951.
- Gids Brugge, Sint Andries en Sint-Michiels, uitg. Claus, 1947.
- Uitvaartgebruiken in West-Vlaanderen, 1951.
- Volksdevoties in het Brugse, 1955.